# Ingmar Bergman
Ernst Ingmar Bergman (Upsala, Suecia; 14 de julio de 1918 - Fårö, Suecia; 30 de julio de 2007), conocido como Ingmar Bergman, fue un guionista y director de teatro y cine sueco, considerado uno de los directores de cine clave de la segunda mitad del siglo XX.

## Biografía

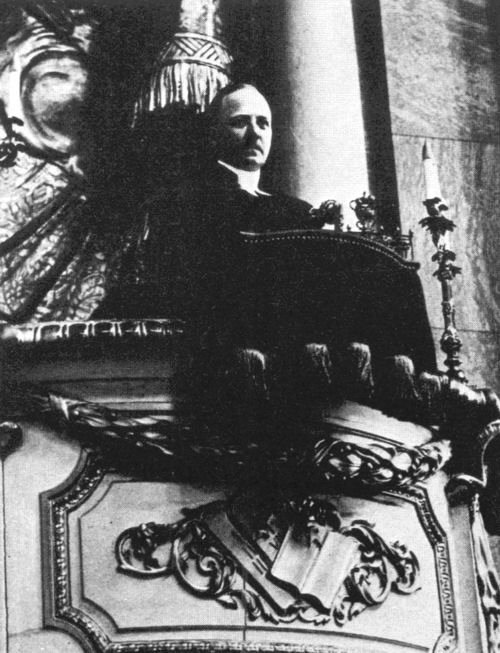
Erik Bergman, durante un sermón en la iglesia Hedvig Eleonora. ca. 1930

Segundo hijo del pastor luterano Erik Bergman (1886-1970) y Karin Åkerblom, Ingmar Bergman nació en Upsala. El mundo metafísico de la religión influyó tanto en su niñez como en su adolescencia. Su educación estuvo basada en los conceptos luteranos: «Casi toda nuestra educación estuvo basada en conceptos como pecado, confesión, castigo, perdón y misericordia, factores concretos en las relaciones entre padres e hijos y con Dios», escribe en sus memorias. «Los castigos eran algo completamente natural, algo que jamás se cuestionaba. A veces eran rápidos y sencillos como bofetadas y azotes en el trasero, pero también podían adoptar formas muy sofisticadas, perfeccionadas a lo largo de generaciones». Muchas de sus obras están inspiradas en esos temores y relaciones violentas. El ritual del castigo y otras anécdotas de su infancia aparecen escenificadas en una de sus más reconocidas películas, Fanny y Alexander, donde Alexander es un niño de diez años que es trasunto del pequeño Bergman.
Progresivamente, el joven Bergman buscó la forma de encauzar sus propios sentimientos y creencias independizándose cada vez más de los valores paternos a fin de buscar su propia identidad espiritual, pero, a lo largo de su vida, siempre mantuvo un canal abierto con su infancia, y en ella había penetrado con fuerza el cine con el regalo de un cinematógrafo elemental, que le condujo a todo tipo de ensoñaciones y conocimientos técnicos.
A partir de los trece años estudió bachillerato en una escuela privada de Estocolmo; después se licenció en Letras e Historia del Arte en la Universidad. Encontró en el teatro, y luego en el cine, los dos medios más apropiados para expresarse y centrar su capacidad y potencial creativos. Durante los años de la Segunda Guerra Mundial, ya distanciado de su familia, inició su carrera como ayudante de dirección en el Teatro de la Ópera Real de Estocolmo. No obstante, las imágenes y valores de su niñez, que lo seguirían por el resto de su vida, y la proximidad con el quehacer de su padre, lo habían sumergido en las cuestiones metafísicas: la muerte, la autonomía, el dolor y el amor.

## Cinematografía
La carrera cinematográfica de Bergman comenzó en 1941 trabajando como guionista. Su primer guion lo concibió en 1944 a partir de un cuento suyo, Tortura (Hets), que fue finalmente un filme dirigido por Alf Sjöberg. Simultáneamente a su trabajo como guionista, ejerció como script; y en su segunda autobiografía, Imágenes, Bergman señala que él hizo el rodaje final de exteriores (fue su inicio como director profesional), y que su historia obsesiva y violenta fue retocada por Sjöbert, siendo este el que dio una tensión interior especial al personaje. La película estuvo producida por Victor Sjöström, por lo que Bergman tuvo de este modo un contacto próximo con dos grandes directores. Sjöström le apoyará, participando como actor en dos filmes suyos.
El éxito internacional de Tortura le permitió a Bergman iniciarse como director, un año después, con Crisis. Durante los siguientes diez años escribió y dirigió más de una docena de películas, que incluyen Llueve sobre nuestro amor (Det regnar på vår kärlek), Prisión (Fängelse) en 1949, Noche de circo (Gycklarnas afton) y Un verano con Mónica (Sommaren med Monika), ambas de 1953. La actriz de la última, Harriet Andersson, era a su juicio uno de los «raros ejemplares resplandecientes de la jungla cinematográfica».
Curiosamente, el primer reconocimiento internacional, tanto de público como de crítica, se dio en países periféricos de la industria cinematográfica, con la exhibición de Sommarlek (Juegos de verano en España y Juventud divino tesoro en Uruguay y Argentina) en el Festival de Cine de Punta del Este de 1952. El éxito obtenido en ese festival dio lugar a la exhibición de toda la obra inicial de Bergman en Río de la Plata así como inmediatamente en Brasil, cuando obtuvo una alta valoración tanto por el público como por la crítica, antes de su reconocimiento internacional en Europa y América del Norte. La adhesión del público y la crítica cinematográfica del Cono Sur latinoamericano persistió durante toda la obra posterior de Bergman.
El reconocimiento internacional en Europa y América del Norte le llegó con Sonrisas de una noche de verano (Sommarnattens leende, 1955), donde «hay una porción de nostalgia, una relación padre-hija reflejo de mi vida, la gran confusión y la tristeza», además del complicado amor; con ella ganó el premio «Best poetic humor» y es nominado para la Palma de Oro en el Festival de Cannes de 1956.
Fue seguida por los rodajes de El séptimo sello (Det sjunde inseglet) y Fresas salvajes (Smultronstället), estrenadas con diez meses de diferencia en Suecia en 1957. El séptimo sello —para muchos, su primera obra maestra, aunque Bergman, que la apreciaba, no la considerase impecable— ganó el Premio Especial del Jurado y fue nominada a la Palma de Oro en el Festival de Cannes. Y Fresas salvajes ganó numerosos premios, como el Globo de Oro, el Oso de Oro en el Festival de Berlín y estuvo nominada al Óscar al mejor guion. Es el comienzo de la mejor etapa del director, que enlazaría numerosas obras maestras hasta finales de la década de 1960.
A continuación rodó dos películas: En el umbral de la vida (Nära livet, 1958), que recibió numerosos premios —es de las primeras obras de cámara del director (con pocos personajes y desarrollada prácticamente en un solo escenario)— y El rostro (Ansiktet, 1959) —única incursión del director en el cine de misterio mezclado con humor negro— con la que ganó el premio BAFTA. El rostro, a pesar de no ser un gran éxito de crítica y público, es uno de los títulos más reivindicados de su filmografía, por el Bergman maduro o por su admirador Woody Allen, quien se inspira en su producción.
Rodó El manantial de la doncella (Jungfrukällan, 1960), una cruda fábula medieval basada en una vieja historia sueca de violación y venganza, por la que recibe el Óscar a la mejor película extranjera, el Globo de Oro y un premio especial en el Festival de Cannes. Bergman se encuentra en la cima y, justo en esta época, comienza a pasar largos periodos de tiempo en la isla sueca de Fårö, donde rueda muchos de sus filmes claves.

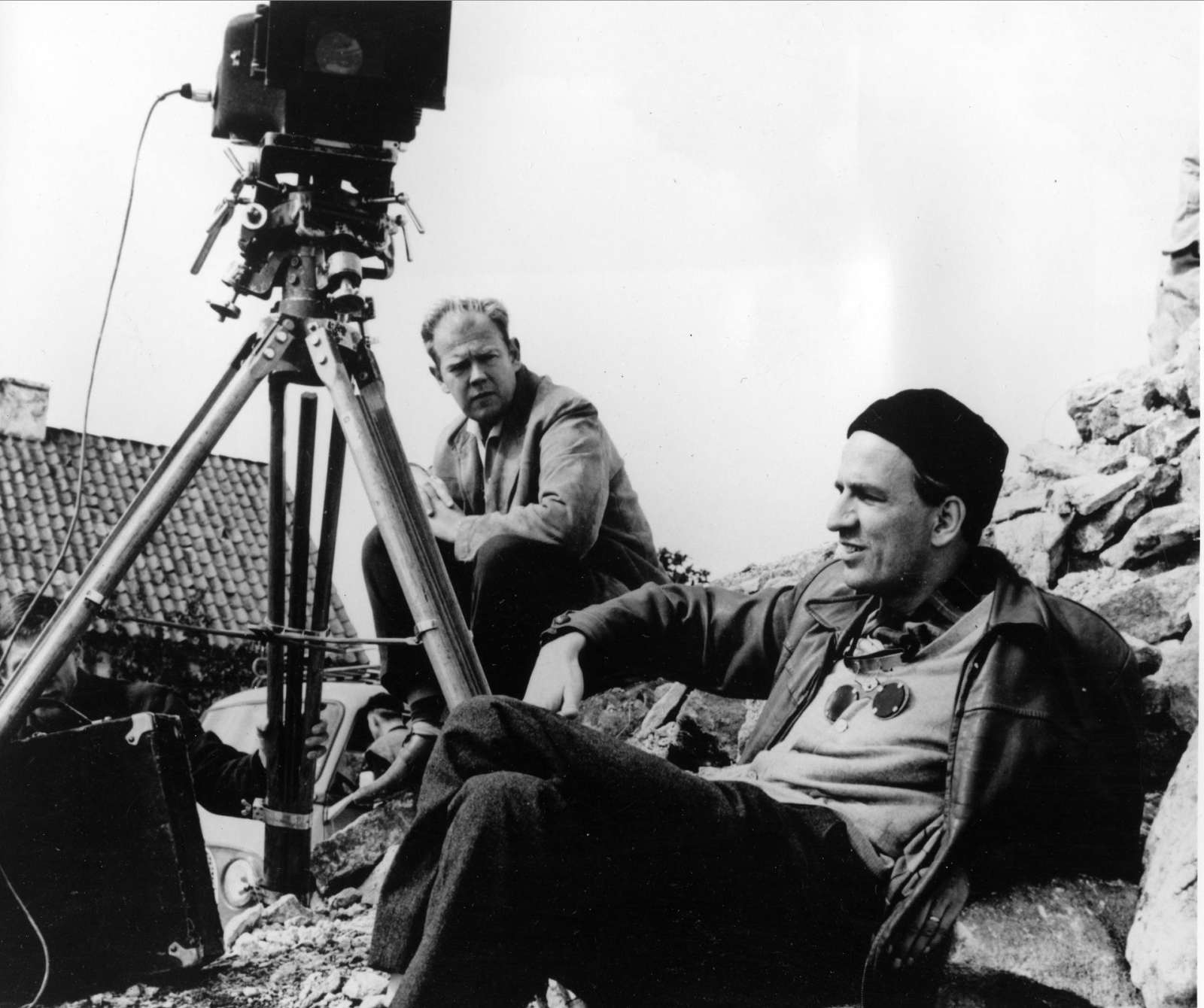
Bergman con Sven Nykvist durante el rodaje de Como en un espejo, 1961

Tras filmar el divertimento El ojo del diablo (Djävulens öga) —una interesante comedia olvidada con el paso de los años sobre el mito de Don Juan—, Bergman dirigió tres de las películas más importantes de su filmografía: Como en un espejo (Såsom i en spegel, 1961), Los comulgantes (Nattvardsgästerna, 1963) y El silencio (Tystnaden, 1963), en las que explora temas como la soledad, la incomunicación o la ausencia de Dios. Los críticos trataron las obras como un tríptico y Bergman inicialmente desmintió tal afirmación (argumentando que no había planeado sus rodajes como una trilogía y que no veía similitudes entre los tres filmes), pero terminaría aceptando dicho rótulo para los trabajos por su temática. 
Como en un espejo ganó nuevamente el Oscar a la mejor película extranjera, además de ser nominada a numerosos premios. La película abordaba con un cuarteto de personajes, un caso de locura histérico-religiosa, como escribiera el autor. Por su parte, El silencio se convirtió en una de las obras más aplaudidas del director y su mayor éxito de taquilla hasta la fecha. No obstante el precio de la fama fue caro, debido al contenido argumental desesperado (que anticipaba en su realización parte del estilo formal de obras posteriores de Bergman) y a sus explícitas escenas de sexo; El silencio fue prohibida en numerosos países, y Bergman recibió varias amenazas de muerte por parte del sector más conservador y cínico de los espectadores de la época, que veían la película como pornografía. En este periodo de creatividad desaforada y gran éxito de público y crítica, Bergman rodó una comedia menor parodiando el cine de Fellini: ¡Esas mujeres! (För att inte tala om alla dessa kvinnor, 1964).
En 1966, tras pasar unos meses hospitalizado, Bergman dirigió Persona, una película que el propio autor consideró de las más importantes de su carrera, y que condensa de forma magistral todo el trabajo que venía haciendo desde comienzos de los años 1960. La película tuvo una recaudación en taquilla modesta (110 725 suecos vieron Persona frente a 1 459 031 que habían visto El silencio tres años atrás, tal como apunta Peter Cowe en Los Archivos Personales de Bergman); pero a pesar de su aire de cine experimental de arte y ensayo, y de que Persona apenas ganó premios, muchos la considerarían desde su estreno la pieza cumbre de su carrera y seguramente es su trabajo hoy más reconocido. Además según escribió: «Durante el rodaje nos alcanzó la pasión a Liv y a mí; una grandiosa equivocación que nos llevó a construir la casa de Fårö, entre 1966 y 1967; ella se quedó allí unos años».
Bergman rodó una de sus obras más crípticas y polémicas, La hora del lobo (Vargtimmen, 1967), un trabajo tan adorado como criticado por su público debido a su compleja narración y simbolismo. Ya en 1968 se despidió del blanco y negro (volvió a él en 1980) con la cruda película bélica La vergüenza (Skammen, 1968) y el filme para la televisión sueca El rito (Riten, 1969). «En el origen de La vergüenza hay un horror personal: vi un reportaje sobre Vietnam, antes de la gran escalada, basado en los sufrimientos de civiles; los personajes principales son dos músicos, y él pierde el equilibrio en una invasión bélica».
Más tarde Bergman estrenó la que es oficialmente (si no se tiene en cuenta ¡Esas mujeres!) su primera obra en color, Pasión (En passion, 1969), considerada por un sector otra de sus obras capitales (casi como todas las obras de los 60 de autor), en parte debido al cuidado y hermoso tratamiento de la fotografía. La película es un doloroso análisis del lado más amargo del amor y de las relaciones de pareja; y en ella repiten los mismos actores de La hora del lobo y La vergüenza. En ella, el director se permite la licencia de incluir en medio de su metraje un descarte de su anterior película (La vergüenza) en forma de sueño. Con Pasión se pone fin a una etapa ascendente cargada de experimentación y creatividad para Bergman, y a partir de aquí el director se dedicará a ahondar con mayor desasosiego y crudeza en los temas que ya venía tratando en sus trabajos anteriores, con mayor o peor fortuna.
Después se estrenó La carcoma (Beröringen, 1971), primera película rodada íntegramente en inglés y producto puramente pensado para el mercado hollywoodense, del que el propio director renegó años después y que supuso uno de sus mayores fracasos de crítica. Fracaso que se subsanó con el estreno de Gritos y susurros (Viskningar och rop, Susurros y gritos, 1972). Obra preciosista y atormentada, de intachable fotografía y escaso diálogo, que se encumbraría entre las más aplaudidas del director, con tres nominaciones a los Oscar y premios en Cannes, y que suponía un regreso más oscuro y onírico a temas tratados en películas anteriores como El silencio.
En estas fechas, Bergman trabajó para la televisión sueca. Dos de sus trabajos más memorables son Secretos de un matrimonio (Scener ur ett äktenskap, 1973) y La flauta mágica (Trollflöjten, 1975). La primera película tuvo su estreno cinematográfico en versión acortada y sería recordada como uno de los mejores ahondamientos en las relaciones de pareja llevados a la pantalla; mientras que la segunda dio una síntesis teatral sencilla y sabia de Mozart.
En 1976, Bergman dirigió Cara a cara (Ansikte mot ansikte), una película de una crudeza brutal y sumamente onírica, que ahonda de forma asfixiante en la psique de una protagonista perturbada. Nuevamente, fue nominado al Oscar al mejor director y ganó un Globo de Oro. Ese mismo año fue acusado de evasión de impuestos e internado en un psiquiátrico; con posterioridad se vería que era un problema de su contable y todo se resolvería pagando la diferencia. El escándalo fue internacional y tuvo muchos apoyos.
Tras este episodio, Bergman decidió abandonar Suecia y asentarse en Alemania para rodar El huevo de la serpiente (Ormens ägg/Das Schlangenei, 1977), un curioso análisis del nazismo que quedaría ensombrecido por el éxito de su siguiente trabajo: Sonata de otoño (Höstsonaten, 1978), alabada por muchos como otra de sus cimas artísticas. Sonata de otoño recibió nominaciones a los Óscar y los César, y ganó el Globo de Oro a la mejor película extranjera. La película contó con la presencia de Ingrid Bergman y retomó la temática de las relaciones familiares deterioradas que ya había trabajado el director en numerosas obras anteriores como El silencio (1963), Gritos y susurros (1972) o poco antes Cara a cara (1976).
La etapa alemana del director se cerró con De la vida de las marionetas (Aus dem Leben der Marionetten, 1980). Rodada inicialmente para televisión, fue el primer trabajo sin la intervención de Liv Ullman en el reparto desde los años 1960. Un filme severo, apreciado por el director, rodado en blanco y negro, que gira en torno al asesinato de una prostituta.
Posteriormente, Bergman estrenó su última película para cine, Fanny y Alexander (Fanny och Alexander, 1982), que ganó el Óscar, el Globo de Oro y el César a la mejor película extranjera, además de otras nominaciones. Esta película supuso la despedida del director del celuloide y fue considerada por muchos el broche de oro a una carrera llena de obras maestras.
A partir de entonces Bergman se dedicó al teatro, actividad que no había abandonado nunca, y a rodar varias películas para televisión. Tiene especial interés Saraband (2003), la última rodada por el director, y en la que retoma los personajes de su obra Secretos de un matrimonio para situarlos en la ancianidad. La concibe como un homenaje a Ingrid recién desaparecida.
El director falleció a los 89 años el 30 de julio de 2007 en la isla de Fårö, donde se había retirado. Aquel mismo día falleció también el cineasta italiano Michelangelo Antonioni.

## Principales actores y otros colaboradores
Bergman trabajó en numerosas películas con los mismos actores; entre los que destacan los que le acompañaron a lo largo de toda su carrera, siendo estos:
- Gunnar Björnstrand: actor carismático, sobrio y galán debutó con el director en Llueve sobre nuestro amor en 1946, haciendo un papel totalmente secundario. Continuaría en Música en la oscuridad (1948), Tres mujeres (Secretos de mujeres) (1952) y Noche de circo (1953); hasta que en 1954 se enfrentaría a uno de sus primeros papeles como protagonista en Una lección de amor. En Sueños (1955) y Sonrisas de una noche de verano (1955) seguía mostrando sus dotes de galán, pero es en 1957 con El séptimo sello donde su rol de escudero del protagonista (al más puro estilo Sancho Panza) le hace brillar. Seguiría trabajando con Bergman en muchos de sus títulos más importantes: Fresas salvajes (1957), El rostro (1958), El ojo del diablo (1960), Como en un espejo (1961) o Los comulgantes (1963), una de sus mejores interpretaciones donde encarna a un pastor que ha perdido la fe. A partir de 1966, tendría pequeñas apariciones en los filmes de Bergman, aunque de gran importancia argumental: Persona (1966), La vergüenza (1968), El rito (1969), Cara a cara al desnudo (1976), Sonata de otoño (1978) y Fanny y Alexander (1982).

- Ingrid Thulin: guapísima y polifacética actriz sueca que debutó con Bergman en Fresas salvajes (1957). Continuó con roles variopintos y de mucha personalidad en En el umbral de la vida (1958), El rostro (1958), Los comulgantes (1963) y El silencio (1963) donde sus interpretaciones son soberbias. Tras unos años de gloria internacional en producciones hollywoodienses, regresó con Bergman en 1968 en La hora del lobo, a las que seguirían El rito (1969) y Gritos y susurros (1972), donde hace uno de los mejores papeles de su carrera. En 1984 rodó para la televisión sueca su última película con Bergman Tras el ensayo (1984).

- Max Von Sydow: el actor escandinavo de roles torturados fue uno de los favoritos de Bergman a lo largo de su carrera. Con aires melancólicos y profundos debutó como protagonista en El séptimo sello (1957) y continuaría en casi todas las producciones del director en esa época: Fresas salvajes (1957), En el umbral de la vida (1958), El rostro (1958), El manantial de la doncella (1960), Como en un espejo (1961), Los comulgantes (1963), La hora del lobo (1968), La vergüenza (1968), Pasión (1969) y La carcoma (1971), última colaboración con Bergman. Después, Von Sydow triunfaría en Hollywood tras interpretar al padre Merrin en El exorcista (1973) y continuaría una carrera de éxito.

- Bibi Andersson: de cara angelical, es una de las actrices suecas más llamativas de su época. Debutó en el cine de Bergman con un papel secundario en Sonrisas de una noche de verano (1955). Un año antes había comenzado un romance con el director sustituyendo a Harriet Andersson en el corazón de Bergman, relación que se alargaría hasta 1969. Bibi Andersson se caracterizaría inicialmente por sus papeles alegres o aniñados en El séptimo sello (1957), Fresas salvajes (1957), En el umbral de la vida (1958), El rostro (1958), El ojo del diablo (1960) o ¡Esas mujeres! (1964). En Persona (1966), cambiaría radicalmente de registro mostrando una madurez interpretativa espectacular y dominando con su pulso toda la película, en uno de los mejores monólogos de la historia del cine. Aún rodaría tres películas más con Bergman: Pasión (1969), La carcoma (1971) y Secretos de un matrimonio (1973).

- Liv Ullmann: actriz de origen noruego, y gran amor de Bergman, debutó con el director en Persona (1966), a la que seguirían casi todas las producciones del director entre 1966 y 1978: La hora del lobo (1968), La vergüenza (1968), Pasión (1969), Gritos y susurros (1972), Secretos de un matrimonio (1973), Cara a cara al desnudo (1976), El huevo de la serpiente (1977) y Sonata de otoño (1978). Conseguiría el éxito internacional y el reconocimiento como actriz dramática, y desarrollaría una amplia carrera como actriz y directora cinematográfica. Aún rodaría una película más con Bergman, la última del director, Saraband (2003).

- Harriet Andersson: otro de los grandes amores de Bergman, debutó con el director en la polémica Un verano con Mónica, a la que seguirían las siguientes producciones Noche de circo (1953), Una lección de amor (1954), Sueños (1955) y Sonrisas de una noche de verano (1955). Tras el éxito internacional de Bergman, regresaría con el director en Como en un espejo (1961), ¡Esas mujeres! (1964) y Gritos y susurros (1972), su mejor interpretación. Aún rodaría una película más para Bergman para la televisión sueca, Los elegidos (1986).

- Erland Josephson: aunque hace su debut con Bergman en 1958 con dos películas seguidas: En el umbral de la vida (1958) y El rostro (Ansiktet) (1958), no vuelve a trabajar con el director hasta La hora del lobo (1968), a la que seguirían un amplio número de producciones: La pasión de Anna (1969), Gritos y susurros (1972), Secretos de un matrimonio (1973), Cara a cara al desnudo (1976), Sonata de otoño (1978) y Fanny y Alexander. Le tomó el testigo de la dirección del Dramaten de Estocolmo. Regresaría con Bergman para su última película Saraband (2003).

Otras actrices valiosas que trabajaron con Bergman en varias producciones son Eva Dahlbeck que trabajó en seis de los primeros filmes de Bergman —Tres mujeres (1952), Una lección de amor (1954), Sueños (1955), Sonrisas de una noche de verano (1955), En el umbral de la vida (1958) y ¡Esas mujeres! (1964)—; y la bella Gunnel Lindblom, que trabajó en El séptimo sello (1957), El manantial de la doncella (1960), Los comulgantes (1963), El silencio (1963) y Escenas de un matrimonio (1973).
Además de este grupo de actores y actrices, desde inicios de los años 50, más precisamente desde Noche de circo (1953), Bergman tuvo casi como miembro de su equipo de rodaje al fotógrafo Sven Nykvist, quien obtuvo varios premios con las obras dirigidas por Bergman, entre los que se destacan dos Óscar de la Academia de Hollywood a la fotografía de Gritos y susurros (1972) y de Fanny y Alexander. El fruto de esa colaboración con Bergman lanzó la carrera internacional de Nykvist, particularmente en Hollywood.

## Temas y estilo
Dos dramaturgos, Henrik Ibsen y, sobre todo, August Strindberg, lo influyeron e introdujeron en un mundo donde se manifestaban los grandes temas que tanto lo atraían, cargados de una atmósfera dramática, agobiante y aun desesperanzada, lo que deja una profunda huella en el espíritu del joven Bergman y una marcada influencia en su obra artística.
Su narrativa visual suele ser deliberadamente lenta, con un montaje y una secuencia de planos mesurados, esto con el fin de lograr un suficiente tiempo de reflexión entre los espectadores, aun cuando ya estén «capturados» en la diégesis; sin embargo, tal lentitud está, como en Andrei Tarkovsky, lejos de la monotonía merced a la carga del mensaje o a la excelente marcación actoral; otra característica de su estética fílmica es la limpieza de las imágenes.
Es recurrente el hecho de que, en la mayor parte de la filmografía del realizador sueco, sus personajes son atravesados por los mismos caminos en que se internan. Se trata de trayectorias que los reconducen hacia sí mismos, hacia su propia alma, hacia su propia conciencia. Son recorridos íntimos, enigmáticos, que muchas veces se apoderan del espectador transportándolo a una experiencia estrictamente personal e inquietante, en la medida en que sus personajes realizan aquella trayectoria sobrecargada por un denso dramatismo, aquel que implica desnudar el alma humana en forma genérica.
Aquella trayectoria termina en algunos casos en la locura o en la muerte, en otros en un estado de gracia, un momento metafísico que permite a sus personajes comprender más de su realidad, una revelación que los iluminará y modificará el curso de sus vidas. En algunos casos les servirá para exorcizar, conjurar y dominar los fantasmas que perturban el alma del personaje.
Los personajes de Bergman arrastran un pesado lastre en sus mentes, en sus sentimientos. En general son adultos, salvo el caso del niño de El silencio (muy revelador, aunque sea Esther la que tiene el 'alumbramiento', el personaje que interpreta Ingrid Thulin). La inquietud que sienten esos personajes es más o menos latente, pero progresivamente irá revelándose ante el espectador, produciendo un efecto de iluminación y a veces solo devastador.
La transmisión de esos estados de conflicto interno de sus personajes origina historias angustiosas y lacerantes, como pocos directores de cine han podido comunicar a su público, y este es el mayor logro del director sueco.
Los especialistas Jordi Puigdomenech y Charles Moeller clasifican las más de cuarenta obras de Bergman, como director y guionista, en cinco etapas: 
- Obras de juventud o impresionistas, 1945-1948;
- De peso psicológico, 1948-1955;
- De contenido simbólico, 1956-1963;
- De expresión crítica, 1964-1980;
- De reconstrucción genealógica, 1981-2007.

## Premios y distinciones
Premios Óscar
| Año  | Categoría                                     | Película                             | Resultado |
| ---- | --------------------------------------------- | ------------------------------------ | --------- |
| 1960 | Óscar al mejor guion original                 | Fresas salvajes                      | Nominado  |
| 1961 | Óscar a la mejor película de habla no inglesa | El manantial de la doncella          | Ganador   |
| 1962 | Óscar a la mejor película de habla no inglesa | Como en un espejo                    | Ganador   |
| 1963 | Óscar al mejor guion original                 | Como en un espejo                    | Nominado  |
| 1971 | Premio en memoria de Irving Thalberg          | Premio en memoria de Irving Thalberg | Ganador   |
| 1974 | Óscar al mejor director                       | Gritos y susurros                    | Nominado  |
| 1974 | Óscar a la mejor película                     | Gritos y susurros                    | Nominado  |
| 1974 | Óscar al mejor guion original                 | Gritos y susurros                    | Nominado  |
| 1977 | Óscar al mejor director                       | Cara a cara al desnudo               | Nominado  |
| 1979 | Mejor guion original                          | Sonata de otoño                      | Nominado  |
| 1984 | Óscar al mejor director                       | Fanny y Alexander                    | Nominado  |
| 1984 | Óscar al mejor guion original                 | Fanny y Alexander                    | Nominado  |
| 1984 | Óscar a la mejor película de habla no inglesa | Fanny y Alexander                    | Ganador   |

Medallas del Círculo de Escritores Cinematográficos
| Año  | Categoría                 | Película         | Resultado |
| ---- | ------------------------- | ---------------- | --------- |
| 1961 | Mejor director extranjero | El séptimo sello | Ganador   |

Premios Sant Jordi
| Año  | Categoría                  | Película                   | Resultado |
| ---- | -------------------------- | -------------------------- | --------- |
| 1961 | Mejor director extranjero  | El séptimo sello           | Ganador   |
| 2005 | Premio especial del jurado | Premio especial del jurado | Ganador   |

Premios BAFTA
| Año  | Categoría                                            | Película          | Resultado |
| ---- | ---------------------------------------------------- | ----------------- | --------- |
| 1960 | BAFTA a la mejor película (de cualquier procedencia) | El rostro         | Nominado  |
| 1984 | BAFTA a la mejor película extranjera                 | Fanny y Alexander | Nominado  |

Festival Internacional de Cine de Cannes
| Año  | Categoría                                      | Película                        | Resultado |
| ---- | ---------------------------------------------- | ------------------------------- | --------- |
| 1956 | Mejor humor poético                            | Sonrisas de una noche de verano | Ganador   |
| 1957 | Premio del jurado                              | El séptimo sello                | Ganador   |
| 1958 | Mejor dirección                                | En el umbral de la vida         | Ganador   |
| 1960 | Premios FIPRESCI                               | El manantial de la doncella     | Ganador   |
| 1997 | Palma de Palmas                                | -                               | Ganador   |
| 1998 | Premio del Jurado Ecuménico - Mención especial | -                               | Ganador   |

Festival Internacional de Cine de Venecia
| Año  | Categoría                          | Película                       | Resultado |
| ---- | ---------------------------------- | ------------------------------ | --------- |
| 1958 | Premio Pasinetti                   | Fresas salvajes                | Ganador   |
| 1959 | Premio especial del jurado         | El rostro                      | Ganador   |
| 1959 | Premio New Cinema - Mejor película | El rostro                      | Ganador   |
| 1959 | Premio Pasinetti                   | El rostro                      | Ganador   |
| 1971 | León de Oro a toda una carrera     | León de Oro a toda una carrera | Ganador   |
| 1983 | Premio FIPRESCI                    | Fanny y Alexander              | Ganador   |

Festival Internacional de Cine de Berlín
| Año  | Categoría   | Película          | Resultado |
| ---- | ----------- | ----------------- | --------- |
| 1958 | Oso de Oro  | Fresas salvajes   | Ganador   |
| 1958 | Premio OCIC | Fresas salvajes   | Ganador   |
| 1962 | Premio OCIC | Como en un espejo | Ganador   |

## Director de teatro (selección)
Dirigió teatro desde su juventud, y trabajó en el gran teatro sueco, el Dramaten de Estocolmo, durante decenios. Pero no solo como dramaturgo; en los años 60 pasó al despacho del Dramaten y marcó una época: reorganizó el trabajo interno, abrió los ensayos al público, animó las giras a provincia y el teatro infantil, aumentó los salarios de los actores, rebajó los precios de las entradas atrayendo a los jóvenes, y utilizó su prestigio para, con apoyo del Parlamento, lograr que la cultura sueca repercutiese en el mundo.
Toda la creación de Bergman no puede entenderse sin su constante y paralela dedicación al teatro, de la que destacan:
- 1939: Strindberg (El viaje de Pedro el Afortunado, El pelícano); Pär Lagerkvist (El hombre que pudo revivir)
- 1940: Shakespeare  (Macbeth)
- 1942: Ingmar Bergman (La muerte de Kaspar)
- 1944: Hjälmar Bergman (La casa de juego, Llega el señor Schleman)
- 1946: Albert Camus (Calígula)
- 1947: Ingmar Bergman (Para darme miedo)
- 1948: Jean Anouilh (El baile de los ladrones)
- 1949: Tennessee Williams (Un tranvía llamado deseo)
- 1950: Bertolt Brecht (La ópera de tres centavos); Valle-Inclán (Divinas palabras)
- 1953: Ingmar Bergman (Asesinato en Barjärna)
- 1953: Luigi Pirandello (Seis personajes en busca de autor); Kafka (El castillo)
- 1954: Strindberg (Sonata de espectros)
- 1955: Molière (Don Juan)
- 1956: Tennessee Williams (La gata sobre el tejado de zinc)
- 1957: Ibsen (Peer Gynt); Hjälmar Bergman (La saga); Molière (El misántropo)
- 1958: Goethe (Fausto)
- 1960: Strindberg (Tormenta)
- 1961: W. H. Auden y Stravinsky (The Rake's Progress)
- 1962: Chéjov (Las tres hermanas)
- 1963: Albee (¿Quién teme a Virginia Woolf?); Strindberg (El sueño)
- 1964: Ibsen (Hedda Gabler)
- 1965: Molière (Don Juan)
- 1966: Molière (La escuela de las mujeres); Weiss (La indagación)
- 1969: Georg Büchner (Woyzeck)
- 1970: Strindberg (El sueño); Ibsen (Hedda Gabler)
- 1972: Ibsen (El pato salvaje)
- 1974: Strindberg (El camino de Damasco)
- 1976: Strindberg (Danza de la muerte)
- 1977: Strindberg (El sueño)
- 1980: Witold Gombrowicz (Yvonne)
- 1981: Ibsen (Casa de muñecas)
- 1983: Molière (Don Juan)
- 1985: Strindberg (La señorita Julia)

La señorita Julia (1986) y Casa de muñecas (1990) fueron representadas en Madrid (otras piezas en Barcelona), bajo su dirección.
En ocasiones, Ingmar Bergman ha dirigido algunas piezas teatrales para televisión: Llega el señor Sleeman (Herr Sleeman kommer) (1957), La veneciana (Venetianskan) (1958), ambas de Hjalmar Bergman; Rabia (Rabies) (1958) de Olle Hedberg, Tormenta (1960) y Un sueño (Ett drömspel) (1963), de August Strindberg, y también La escuela de las mujeres (1983), de Molière.
En 1951, Bergman hizo nueve cortos publicitarios del jabón Bris para AB Sunlight. La actriz sueca Bibi Andersson intervino en uno de ellos.

## Obra literaria
Además de la publicación de muchos de sus guiones, la obra literaria de Bergman se completa con sus obras de teatro, libros de memorias y sus novelas autobiográficas.

### Teatro
- La muerte de Kasper (Kaspers död, 1942).
- Tívoli (Tivolit, 1942).
- Jack con los actores (Jack hos skådespelarna, 1946).
- Rakel y el portero del cine (Rakel och biografvaktmästaren, 1946).
- El día termina temprano (Dagen slutar tidigt, 1947).
- De mí al terror (Mig till skräck, 1947).
- Kamma noll, 1948
- Joakim desnudo o El suicidio (Joakim Naken eller Självmordet, 1949).
- La ciudad (Staden, 1951). Obra radiofónica.
- El asesinato de Barjärna (Mordet i Barjärna, 1952).
- Pintura sobre madera (Trämålning, 1956).
- El último grito (Sista skriket, 1993).

### Memorias
- Linterna mágica (Laterna magica, 1987).
- Imágenes: diarios de un cineasta (Bilder, 1990).

### Novelas
- La buena voluntad (Den goda viljan, 1991).
- Niños de domingo (Söndagsbarn, 1993).
- Confesiones íntimas (Enskilda samtal, 1996).

## Miscelánea
No tiene ningún vínculo familiar con la actriz Ingrid Bergman, confusión producida porque Ingmar Bergman se casó con una actriz que también se llamaba Ingrid, Ingrid von Rosen.